# 相対評価
相対評価（そうたいひょうか）は、評価のうち、複数の被験者、試料の間で相対的に行うもの。
以下では、教育分野での相対評価について詳述する。
生徒の成績が学習集団全体のどのあたりの位置にあるかで評価しようとするものである。2000年ごろまで（2002年のゆとり教育から絶対評価が導入された）、日本の多くの学校ではこれを標準として評定を行っていた。
相対評価の考え方は「集団の絶対数が多くなればなるほど、その成績の分布はおよそ正規分布に近づく」という統計学の理論を基本としている。教師は成績資料を精査した後、生徒を成績順に並べ、5段階評定の場合、5…7%、4…24%、3…38%、2…24%、1…7%を目安とした、一定の割合で評定をつける。したがって、必ず評定5の生徒、1の生徒が存在する。
しかし、実際の学力試験ではその成績分布が正規分布にならないことが多いことはよく知られており、上記の基本的な考え方は実態にそぐわない面がある。
相対評価による評価方法は、教師が極端に偏った評定（例えば全ての生徒が5）をつけることを排除する一方、成績上位者、すなわち5を取る生徒が固定化するような側面もある。
よって、成績上位者がいなくなれば自分が相対的に上位になる、というような発想が生まれ、自分が努力するのでなく、他人を蹴落としたり、足を引っ張ったりすることで上位になろうとする風潮も生み出したといわれる。また、絶対評価と違い点数による明確な基準が無いことから評定ボーダーライン上の生徒たちの優劣は教科担当の教師が決定権を持つためさまざまな問題もおきた。
また、クラスや学年の学業レベルにより、同じ学力を持っていても相対位置が異なれば評定が異なってくるため、「前の学校では5だった生徒が、転校した学校では3になる」とか、その逆の現象も起こりうる。このような現象は「簡単に5が取れる学校」とか「レベルの高い学校」などと様々な解釈を生み出したり、学校間格差につながったり、学校選択制を導入する市区町村では、判断基準の1つにされることもあった。